# بيل فونتانا
بيل فونتانا (بالإنجليزية: Bill Fontana)‏ هو فنان صوت ‏ وملحن أمريكي، ولد في 25 أبريل 1947 في كليفلاند في الولايات المتحدة.

## وصلات خارجية
- بيل فونتانا على موقع ميوزك برينز (الإنجليزية)
- بيل فونتانا على موقع ديسكوغز (الإنجليزية)